# Trichodes alvearius
Trichode des ruches
Espèce
Trichodes alvearius, le Trichode des ruches ou Clairon des ruches, est une espèce d'insectes coléoptères de la famille des Cleridae.
D'autres espèces de Cleridae sont aussi appelées « clairon ».

## Historique et dénomination
L'espèce Trichodes alvearius a été décrite par le naturaliste danois Johan Christian Fabricius en 1792 sous le nom initial de Clerus alvearius.

### Synonymie
- Attelabus apiarius Müller, 1776
- Clerus alvearius Fabricius, 1792 Protonyme
- Clerus alveolarius Latreille, 1804
- Trichodes affinis Spinola, 1844
- Trichodes interruptus Kraatz, 1894

### Noms vernaculaires
- Clairon commun[1]
- Trichode des ruches

## Description
Taille de 9 à 17 mm. Élytres rouge et bleu métallique très sombre. Pilosité importante. Abdomen bleuté.

### Comparaison morphologique avecTrichodes apiarius
Peut être confondu avec Trichodes apiarius ; seuls deux détails les distinguent : T. alvearius présente une bande sombre le long de la suture des élytres quand T. apiarius garde un motif uni lorsque ses élytres sont repliés. De plus, au bout de leur abdomen, la dernière bande de couleur est orange chez le premier et noire chez le second. Les couleurs peuvent varier chez les deux espèces.

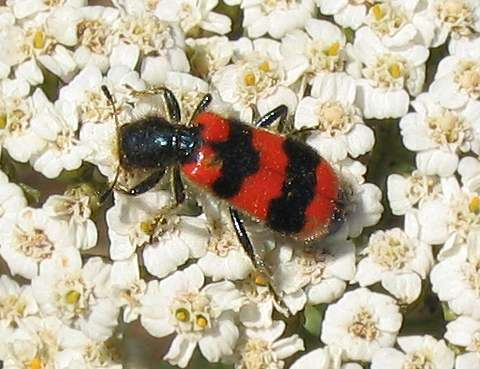
Trichodes apiarius
Trichodes alvearius

## Biologie
Essentiellement phytophage, il se trouve généralement à l'âge adulte sur des apiacées, astéracées et aubépines. Il chasse parfois et se nourrit de proies constituées majoritairement d'espèces des genres Oedemera, Psilothrix, Stenopterus et Clytus. Les larves vivent dans les nids d'hyménoptères dont elles dévorent les larves, d'où le nom alvearius qui désigne les alvéoles des ruches.
L'imago est visible de mai à août.

## Distribution
Très commun. Nord de l'Espagne, Italie, France, Belgique, Luxembourg, Allemagne et Suisse.